# Micrurus ruatanus
Micrurus ruatanus е вид змия от семейство Elapidae. Видът е критично застрашен от изчезване.

## Разпространение
Разпространен е в Хондурас.